# Gloria Stuart
Gloria Frances Stewart (n. 4 iulie 1910 – d. 26 septembrie 2010) a fost o actriță americană. Pentru interpretarea lui Rose Dawson Calvert din Titanic a fost nominalizată la premiul Oscar pentru cea mai bună actriță în rol secundar, fiind cea mai în vârstă persoană care reușește acest lucru. A fost unul dintre membrii fondatori ai Screen Actors Guild.